# Eugène-Henri Gravelotte
Eugène-Henri Gravelotte (París, 6 de febrer de 1876 – Bénodet, Finistère, 23 d'agost de 1939) va ser un tirador d'esgrima francès que va prendre als Jocs Olímpics de 1896 a Atenes.
Gravelotte va participar en la prova de floret, en la qual va guanyar la medalla d'or després d'imposar-se a la final al seu compatriota Henri Callot per 3 a 2.